# Diabatie
Die Diabatie (auch spektrale Diabatie) {\displaystyle \Theta } ist in der Optik eine Größe der Dimension Zahl, mit deren Hilfe die Dämpfung von Licht beim Durchgang durch einen Stoff beschrieben wird.
Die Diabatie trägt der exponentiellen Abhängigkeit der Extinktion von der Dicke des durchstrahlten Stoffes durch Bildung eines weiteren Logarithmus Rechnung. Als Folge hängt die Differenz zwischen den Diabatien eines Stoffes bei zwei verschiedenen Wellenlängen {\displaystyle \lambda } des Lichts nicht von der Schichtdicke ab. Somit ist die spektrale Verteilung {\displaystyle \Theta (\lambda )} der Diabatie weitgehend unabhängig von den Parametern der Messung, sondern charakteristisch für jeden Stoff.

## Definition
Die Diabatie {\displaystyle \Theta } ist der dekadische Logarithmus des zehnfachen Kehrwertes der Extinktion {\displaystyle E}:
{\displaystyle {\begin{aligned}\Theta (\lambda )&=\lg {\frac {10}{E(\lambda )}}\\&=1+\lg {\frac {1}{E(\lambda )}}\\&=1-\lg {E(\lambda )}\\&=1-\lg \left(\lg {\frac {1}{\tau (\lambda )}}\right)\end{aligned}}}
Dabei ist {\displaystyle \tau } der Transmissionsgrad.

## Eigenschaften
Der charakteristische Kurvenverlauf der spektralen Diabatie eines Stoffes über der Frequenz ist unabhängig von seiner Schichtdicke. Die Schichtdickenunterschiede zeigen sich in Form einer Verschiebung in Richtung der Ordinatenachse. Für eine graphische Darstellung wird die Schichtdicke zweckmäßigerweise so gewählt, dass sich für die spektrale Diabatie stets positive Werte ergeben.
Bei sehr hohen Werten der Extinktion (von etwa 0,6 bis 1,0) bzw. bei sehr niedrigen Werten des spektralen Reintransmissionsgrads (10−5) werden Unterschiede zwischen zwei Stoffen deutlicher dargestellt.